# Copenhagen (Schiff, 2011)
Das Tankmotorschiff Copenhagen ist ein Typ-C-Tanker mit Doppelhülle vom Typ Kaap Green Tanker. Das Schiff wurde komplett bei der Schepswerf De Kaap in Meppel für die GMS Copenhagen B.V., Rotterdam, in Längsspantenbauweise gefertigt. Die Besonderheit ist, dass es das erste Binnentankschiff mit Pod-Antrieb ist. Durch den dieselelektrischen Antrieb und ein modernes Motormanagement sowie eine optimierte Rumpfform sind hohe Kraftstoffersparnisse bis zu 30 Prozent möglich. Das Schiff wurde mit dem Green Award ausgezeichnet.

## Konstruktion und Ausstattung
Der Doppelhüllenrumpf hat zehn Ladetanks mit je 380 m³ Inhalt. Jeder Tank hat eine eigene Löschpumpe mit 100 m³ Förderleistung pro Stunde sowie eine pneumatische Nachlenzpumpe. Die Tanks für den Transport von leichten Chemikalien sind mit Zinksilikat beschichtet und beheizbar. Außerdem kann die Copenhagen bis zu 1800 m³ Ballastwasser aufnehmen. Die achtern liegende Wohnung und das in der Höhe verstellbare Steuerhaus sind geräuschgedämmt und klimatisiert.

## Antrieb
Der dieselelektrische Antrieb besteht aus vier Caterpillar-Dieselgeneratoren mit je 465 kW und zwei MGT-Propellergondeln mit je 750 kW. In jedem Podantrieb sind zwei Elektromotoren mit 375 kW eingebaut, die einzeln oder zusammen ihre Kraft an den Propeller abgeben. Abhängig von dem Fahrzustand, beladen oder leer, mit oder gegen den Strom, werden automatisch die vier Generatoren zugeschaltet. Die Steuerung übernimmt das D&A Eprop-System des Unternehmens D&A Electric aus Ridderkerk. Da die Elektromotoren schon bei niedriger Drehzahl ihr volles Drehmoment liefern, wurden spezielle Schiffsschrauben entwickelt.
Zwei Dieselgeneratoren sind im Achterschiff und zwei im Bug eingebaut. Außerdem steht für den Hafenbetrieb noch ein Caterpillar-Dieselgenerator Typ C 4.4 DI-Ta mit 69 kW zur Verfügung. Zum besseren Manövrieren ist im Bug ein 500 kW starkes Bugstrahlruder installiert.